# Station Kowata
Station Kowata (木幡駅, Kowata-eki) is een spoorwegstation in de Japanse stad Uji. Het wordt aangedaan door de Uji-lijn. Het station heeft twee sporen, gelegen aan twee zijperrons.

## Treindienst

### Uji-lijn
| 1 | ■ | richting Rokujizō en Chūshōjima |
| 2 | ■ | richting Uji                    |

## Geschiedenis
Het station werd in 1913 geopend. In 1951 werd er een nieuw station gebouwd.

## Stationsomgeving
- Station Kohata aan de Nara-lijn
- Uji-rivier
- Autoweg 7
- 7-Eleven
- Uji-grafheuvel
- Hoofdkantoor van Kyoto Animation
- Kohata-schrijn
- FamilyMart
- Panasonic-campus

Chūshojima · Kangetsukyō · Momoyama-Minamiguchi · Rokujizō · Kowata · Ōbaku · Mimurodo · Uji